# Franz Schlieper
Franz Schlieper (Friedenau, 22 agosto 1905 – Amburgo, 4 aprile 1974) è stato un generale tedesco della Wehrmacht durante la seconda guerra mondiale.

## Biografia
Franz Schlieper era il fratello minore del tenente generale Fritz Schlieper. Alla fine del 1925, si unì al Reichswehr nel 13º reggimento di fanteria come aspirante ufficiale. Venne quindi trasferito al 4º reggimento di fanteria e lì prestò servizio come ufficiale di compagnia. Quando il Reichswehr passò alla Wehrmacht, inizialmente prestò servizio come ufficiale di stato maggiore, prima nella 7ª armata e dal luglio del 1940 per un anno come primo ufficiale di stato maggiore della 253ª divisione di fanteria. Venne quindi assegnato alla 9ª armata dove rimase sino all'agosto del 1943. Passò quindi al 94º reggimento di fanteria sino all'inizio del 1944.
Durante l'assenza del generale Hans Boeckh-Behrens, ottenne il comando della 32ª divisione di fanteria che combatté sul fronte orientale dall'inizio di febbraio del 1944 sino alla fine di maggio di quello stesso anno. Alla fine di settembre del 1944 ottenne il comando della 1132ª brigata granatieri ed il comando della 73ª divisione di fanteria operante nell'area di Danzica nell'aprile del 1944. Il 1º dicembre venne promosso maggiore generale e prese parte ai combattimenti contro l'armata sovietica che si tennero lungo la Vistola e lungo l'Oder. Dal 10 aprile al 9 maggio 1945 fu comandante della 12ª divisione dell'aviazione, cadendo prigioniero nelle mani dei sovietici presso i quali rimase sino alla fine del 1955.
Liberato dalla prigionia, si ritirò dalla vita militare e morì ad Amburgo nel 1974.